# Pauvreté au Mexique
 (avril 2010).
Si vous disposez d'ouvrages ou d'articles de référence ou si vous connaissez des sites web de qualité traitant du thème abordé ici, merci de compléter l'article en donnant les références utiles à sa vérifiabilité et en les liant à la section « Notes et références ».

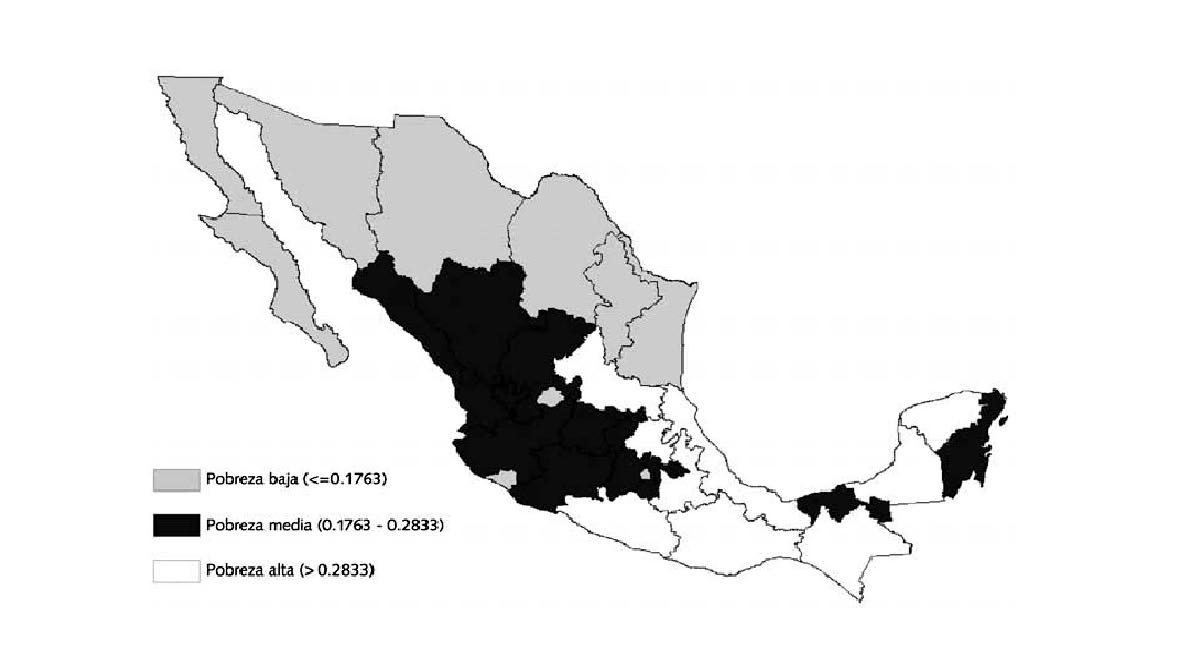
Les trois niveaux de pauvreté au Mexique selon les États.
niveau haut
niveau moyen
Niveau bas

Le Mexique est classé quinzième depuis 2019 dans la liste des pays par PIB établie respectivement par le FMI et la Banque mondiale, mais ce classement ne reflète pas le niveau de vie des communautés indigènes ou de certains États du Mexique, la richesse nationale n'étant pas répartie équitablement dans le pays. Les États les plus pauvres sont : Chiapas, Oaxaca, Guerrero, Veracruz, Puebla, Campeche, Hidalgo, Mexico et San Luis Potosí. La plupart des États déjà cités sont situés au sud du pays, où il y a beaucoup de richesses naturelles qui ne sont pas mises à profit.

## Inégalité sociale
Le Mexique se caractérise actuellement par de hauts niveaux d'inégalité sociale qui s'expriment notamment par la répartition de la richesse nationale, l'accès à l'éducation, à la santé, au logement, à la culture, etc. 
La répartition de la richesse a empiré : si l'on compare 2006 avec 1984, on observe que 50 % des mexicains les plus pauvres possèdent 18,86 % de la richesse nationale quand en 1984 ils en possédaient 20,76 %, perdant ainsi presque deux points. Les 40 % restants de la population, les familles de classe moyenne, ont vu aussi leurs revenus diminuer, puisqu'elles détiennent en 2006 43,29 % de cette richesse, contre 46,78 % en 1984.

## Différents types de pauvreté
Selon le Secretaría de Desarrollo Social (SEDESOL, en français : « Secrétariat de Développement social »), la pauvreté au Mexique se décline en trois types :
- Pauvreté selon le manque d'alimentation : c'est la population qui ne peut pas couvrir ses besoins vitaux en alimentation.
- Pauvreté selon le manque de capacités : c'est la population qui peut couvrir ses besoins d'alimentation, mais pas les besoins d'éducation et de santé de tous les membres de la famille.
- Pauvreté selon le manque de patrimoine : c'est la population qui, si elle peut couvrir ses besoins d'alimentation, d'éducation et de santé, ne peut pas couvrir les besoins vestimentaires, de logement ou encore de transport.

| Année | Population totale | Pauvreté selon le manque d'alimentation (en millions d'habitants) | Pauvreté selon le manque de capacités (en millions d'habitants) | Pauvreté selon le manque de patrimoine (en millions d'habitants) |
| ----- | ----------------- | ----------------------------------------------------------------- | --------------------------------------------------------------- | ---------------------------------------------------------------- |
| 1950  | 27 038 625        | 0,5                                                               | 0,2                                                             | 0,0                                                              |
| 1956  | 32 144 711        | 1,                                                                | 0,0                                                             | 0,0                                                              |
| 1958  | 34 284 912        | 0,1                                                               | 0,0                                                             | 0,0                                                              |
| 1963  | 40 491 145        | 0,2                                                               | 0,0                                                             | 0,0                                                              |
| 1968  | 47 688 732        | 0,3                                                               | 0,1                                                             | 0,0                                                              |
| 1977  | 62 637 753        | 0,1                                                               | 0,5                                                             | 0,0                                                              |
| 1984  | 75 010 703        | 0,4                                                               | 0,8                                                             | 0,0                                                              |
| 1989  | 83 673 419        | 0,1                                                               | 0,1                                                             | 0,0                                                              |
| 1992  | 88 759 112        | 0,1                                                               | 0,0                                                             | 0,0                                                              |
| 1994  | 92 036 938        | 0,2                                                               | 0,0                                                             | 0,0                                                              |
| 1996  | 95 103 681        | 0,2                                                               | 0,0                                                             | 0,5                                                              |
| 1998  | 97 920 226        | 0,2                                                               | 0,0                                                             | 0,1                                                              |
| 2000  | 100 569 263       | 0,6                                                               | 0,0                                                             | 0,5                                                              |
| 2002  | 103 039 964       | 0,8                                                               | 0,0                                                             | 0,0                                                              |
| 2004  | 105 571 363       | 0,5                                                               | 0,5                                                             | 0,0                                                              |
| 2005  | 107 645 525       | 0,0                                                               | 0,8                                                             | 0,0                                                              |

Dans ce graphique, on peut voir que la population en situation de pauvreté a diminué de manière continue de 1950 à 1984. Ensuite, entre 1984 et 1994, on observe une stagnation qui coïncide avec la crise économique de 1982. Durant cette période, l'inégalité sociale a augmenté.

### Pauvreté d’alimentation
Les tableaux qui suivent distinguent trois niveaux de pauvreté au Mexique.

#### Haut niveau de pauvreté
| État            | % des pauvres | % de pauvreté nationale |
| --------------- | ------------- | ----------------------- |
| Chiapas         | 0,0           | 0,0                     |
| Oaxaca          | 0,0           | 0,0                     |
| Guerrero        | 0,0           | 0,0                     |
| Veracruz        | 0,0           | 0,0                     |
| Puebla          | 0,2           | 0,4                     |
| Campeche        | 0,8           | 1,0                     |
| Yucatán         | 0,6           | 0,4                     |
| Hidalgo         | 0,3           | 0,4                     |
| Mexico          | 44            | 46,1                    |
| San Luis Potosí | 0,2           | 0,5                     |